# Sakuma Shōzan

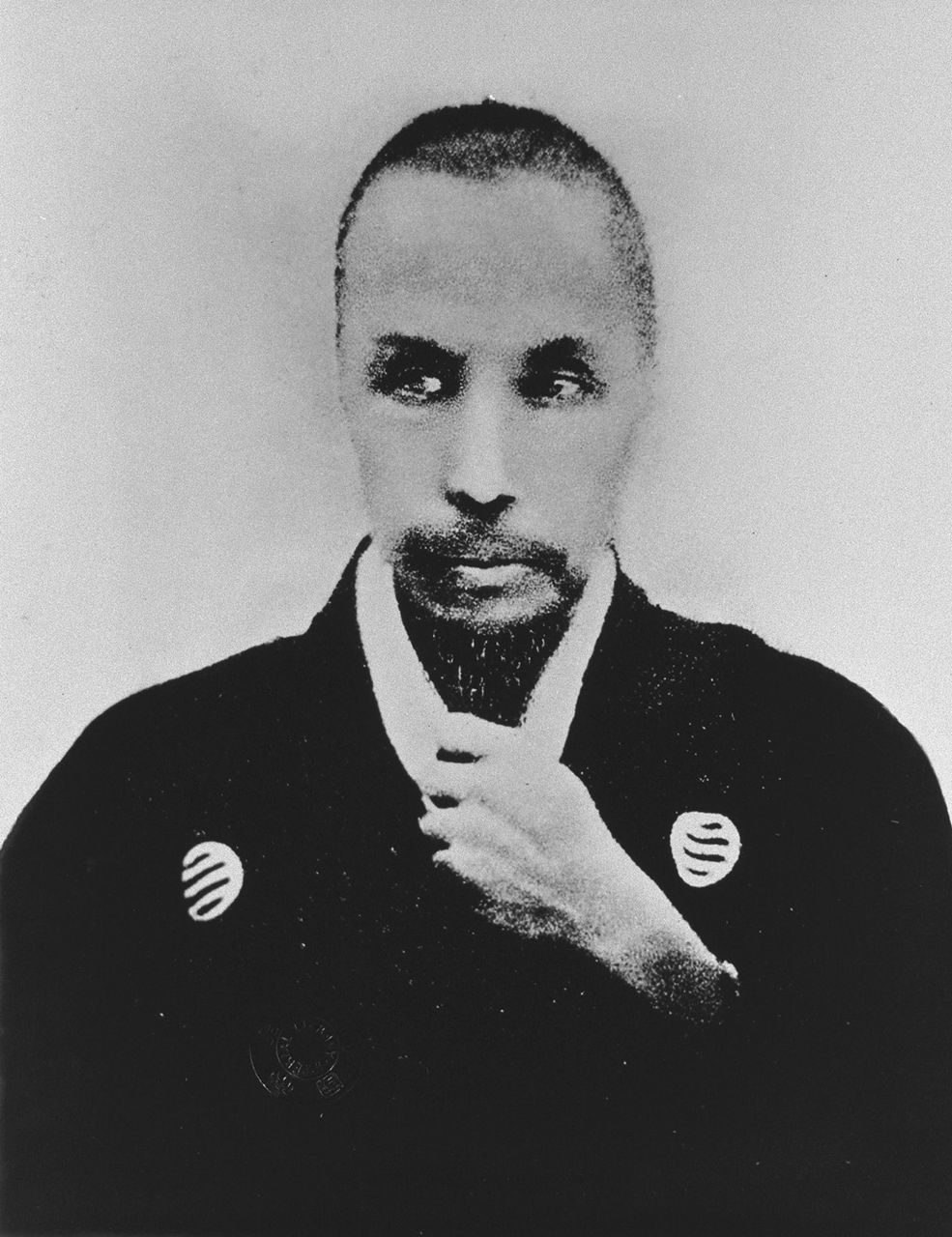
Sakuma Shōzan (1811-1864).

Sakuma Shōzan (佐久间象山, 22 de março de 1811, 12 de agosto de 1864) às vezes chamado Sakuma Zōzan, foi um político japonês e estudioso da era Edo. Ele era filho de um samurai e um nativo de Shinshu (信州), hoje na província de Nagano.
A partir de 23 anos de idade, ele foi para Edo e quando completou 10 anos começou a estudar ciências chinesas (汉学).
Ele então começou a estudar ciências ocidentais (Rangaku) na idade de 33, com a ajuda do estudioso Rangaku Kurokawa Ryoan (黒川良安). Obteve em 1844 o "Huishoudelyk Woordboek", uma tradução holandesa da enciclopédia escrita pelo francês Nöel Chomel. Da enciclopédia, ele aprendeu a fazer o vidro e, em seguida, ímãs, termômetros, câmeras e telescópios. A enciclopédia foi posteriormente traduzida ao japonês por Utagawa Genshin (宇田川玄真) sob o título 『』厚生新编.
Em 1849, ele aprendeu sobre a eletricidade, por meio do livro do cientista holandês Van den Bergh, e criou o primeiro telégrafo do Japão, cinco anos antes do presente de um telégrafo por Comodoro Perry, em 1854. Ele também inventou máquinas elétricas decorrentes da Elekiter.
A partir de 1842, após uma análise da derrota da China contra a Grã-Bretanha na Guerra do Ópio e a expansão da influência ocidental na Ásia, Sakuma Shozan ativamente propôs a introdução de métodos militares ocidentais ao Bakufu e o estabelecimento de defesa marítima, através do seu livro "Oito políticas para a defesa do mar" (海防八策). Sua escrita trouxe alguma fama, e ele se tornou o professor de vários futuros líderes de modernização (Yoshida Shoin, Katsu Kaishu, Sakamoto Ryoma).
Quando Yoshida Shoin foi condenado em 1853 por tentar entrar secretamente a bordo de um dos navios de Perry para estudar formas estrangeiras, Sakuma foi também condenado por associação para prisão domiciliar (蛰居), que durou nove anos. Durante a prisão, ele continuou a estudar ciências ocidentais, e desenvolveu várias máquinas elétricas com base na elekiter e a pilha de Daniell, o primeiro sensor sísmico do Japão, bem como melhorias para armas.
Após sua libertação, Sakuma Shozan continuou a defender a abertura dos portos japoneses para os comerciantes estrangeiros, bem como o reforço do Bakufu através da colaboração com a administração Imperial (Kobu gattai).
Shōzan foi morto por um assassino, ou hitokiri, chamado Kawakami Gensai, que derrubou Shozan com um golpe em plena luz do dia.
Sakuma Shozan cunhou a frase usada ainda, "ética japonesa, tecnologia ocidental" (东洋道徳,西洋芸术) como uma ilustração da forma como o Japão deveria lidar com a modernização.
O filho Shozan Keinosuke Miura era um membro do Shinsengumi.